# Charles-Louis Michelez

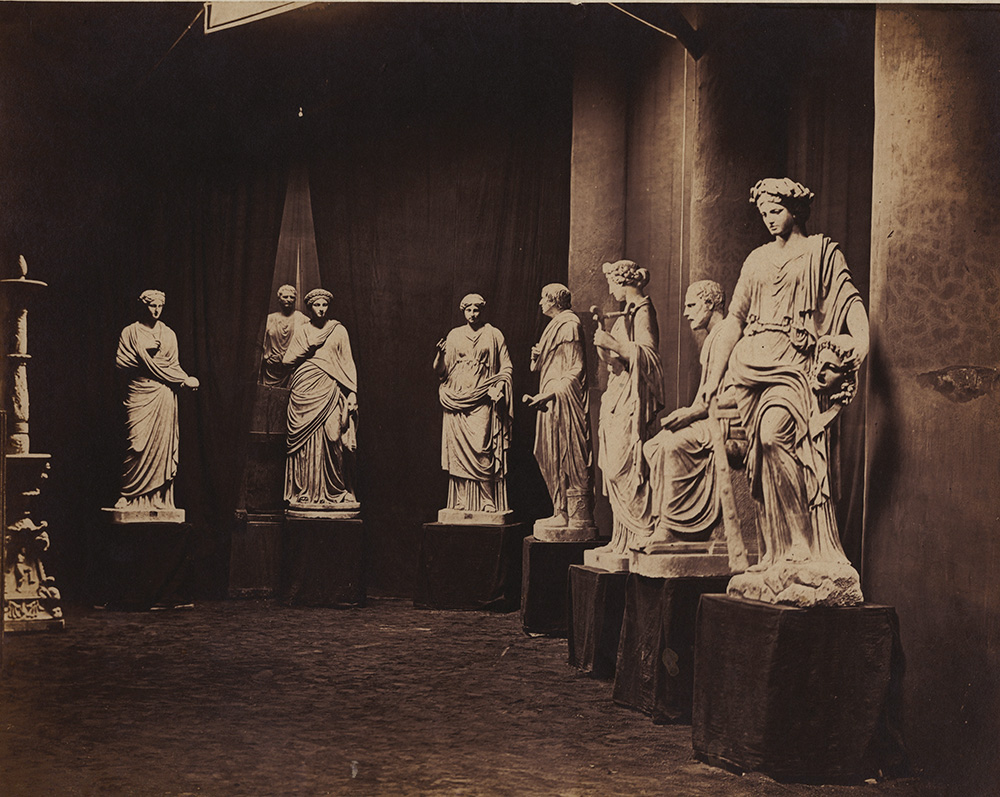
Sochy vystavené na Světové výstavě roku 1867 v Paříži

Charles-Louis Michelez (30. ledna 1817, Paříž – 21. května 1894, tamtéž) byl francouzský fotograf a litograf.

## Životopis
Narodil se v Paříži jako syn Charlese Louise a Félicité Michelez rozené Morin. Oženil se s Alicií Roux. V roce 1895 pořídil fotografii železnice císařského prince, což je nejstarší známá fotografie modelové železnice na světě. Poté se specializoval na fotografování uměleckých děl. V roce 1861 vystavil během Národní umělecké výstavy a výstavy sérii fotografií originálních kreseb Gustava Dorého pro The Inferno ve fotografické místnosti Akademického salonu. V roce 1867 pořídil pět fotografií na Světové výstavě v Paříži. V letech 1874 až 1884 provozoval fotografický ateliér v Paříži.
Po umělcově smrti jeho fotografie a vybavení koupil fotograf Louis Mercier, který pak snímky kopíroval a přeprodával ve fotografických albech.

## Galerie

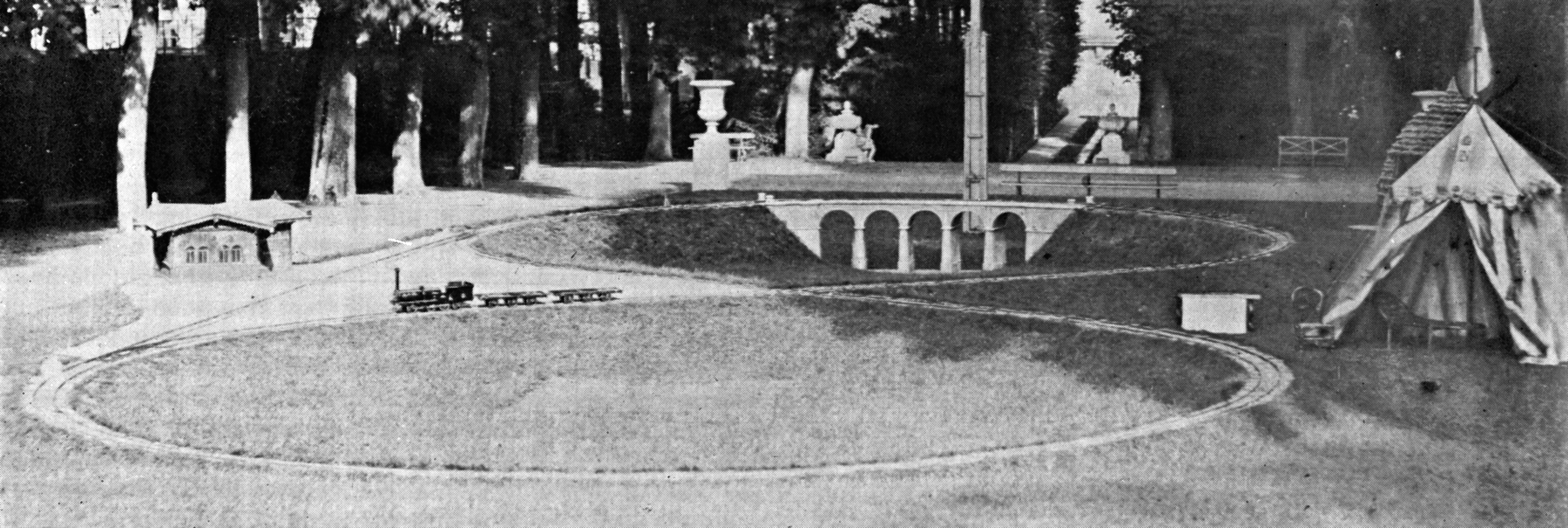
Modelová železnice císařského prince v zámeckém parku Saint-Cloud, 1859
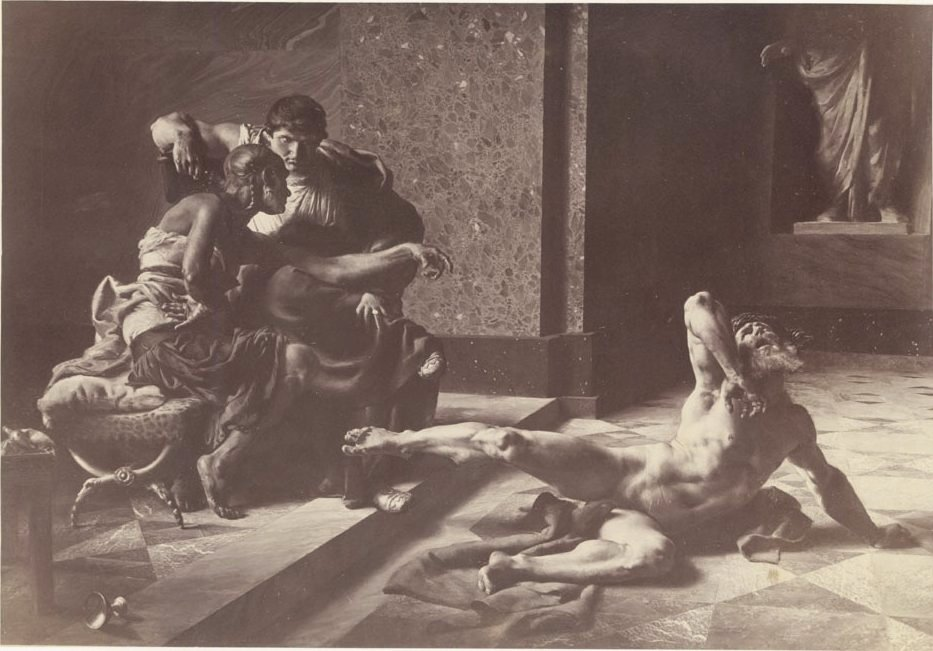
Fotografie obrazu Josepha-Noëla Sylvestra
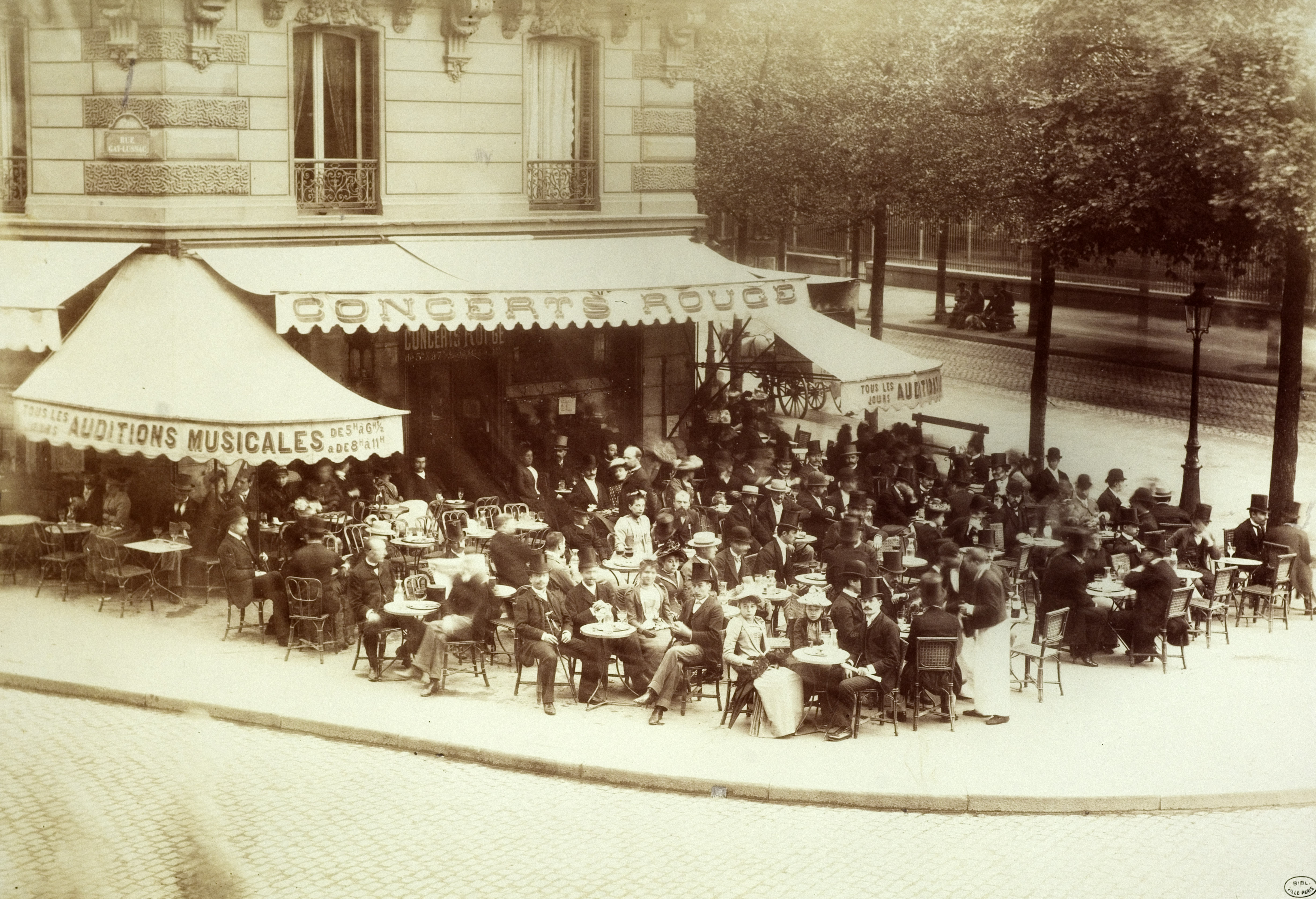
Concert Rouge
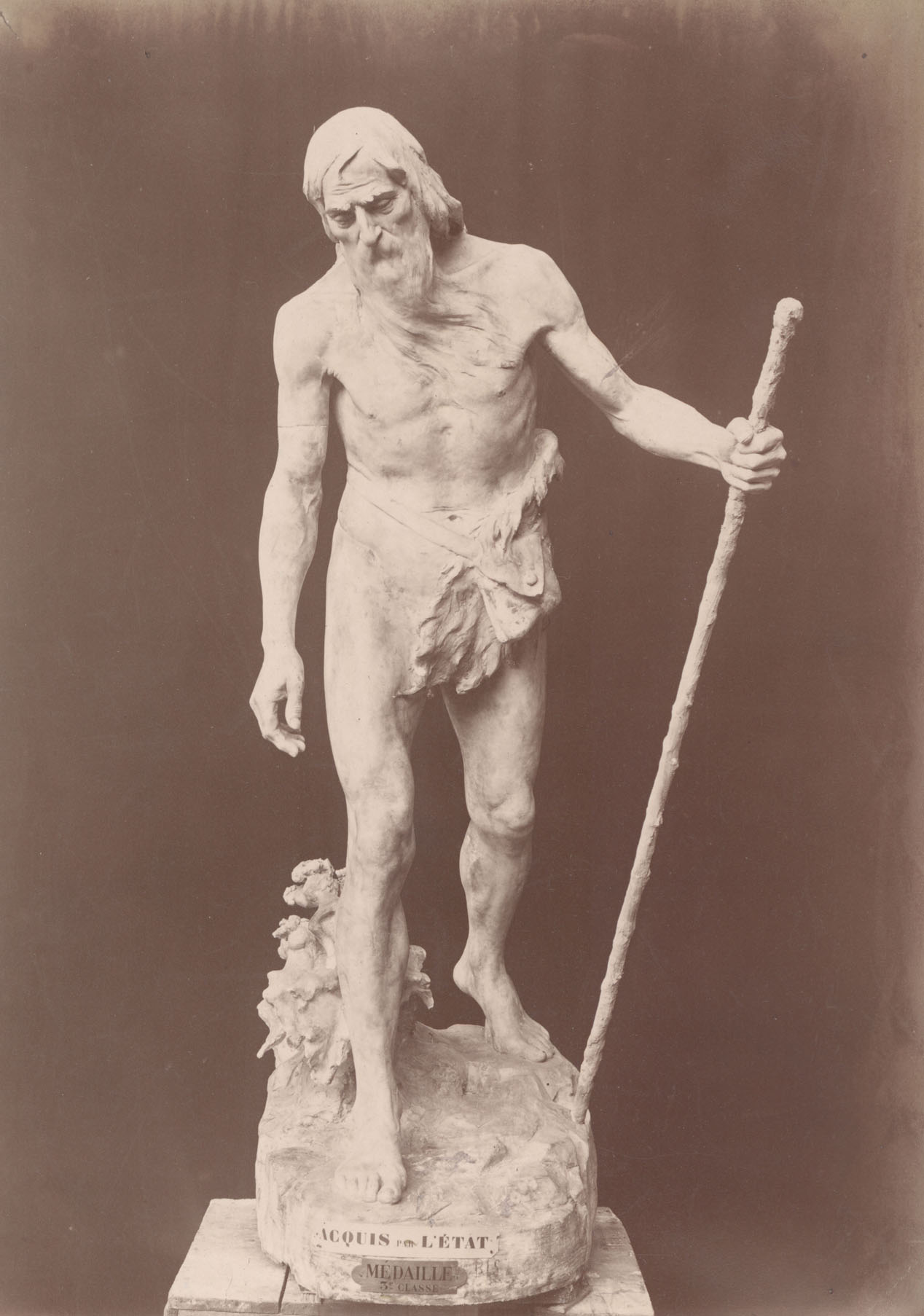
Eugène Legueult – Le juif errant (1887)
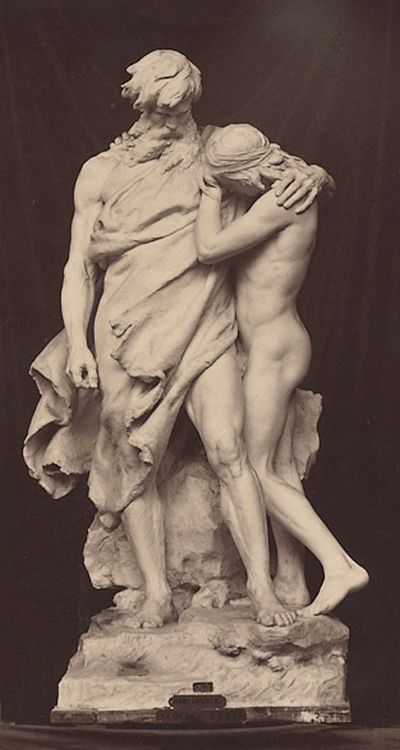
Mathurin Moreau les exilés salon 1884
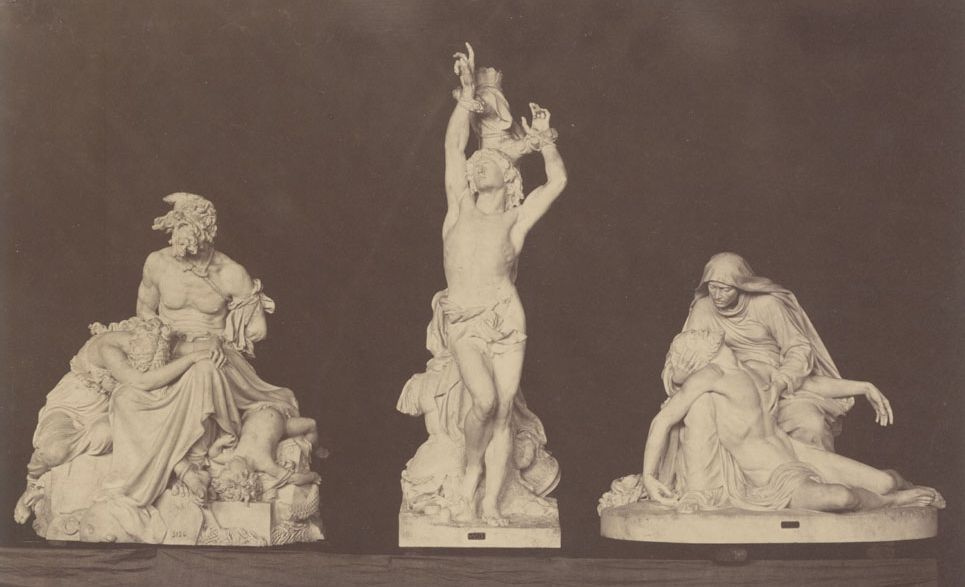
Salon de 1876, featuring Chatrousse, Gautherin, Sanson
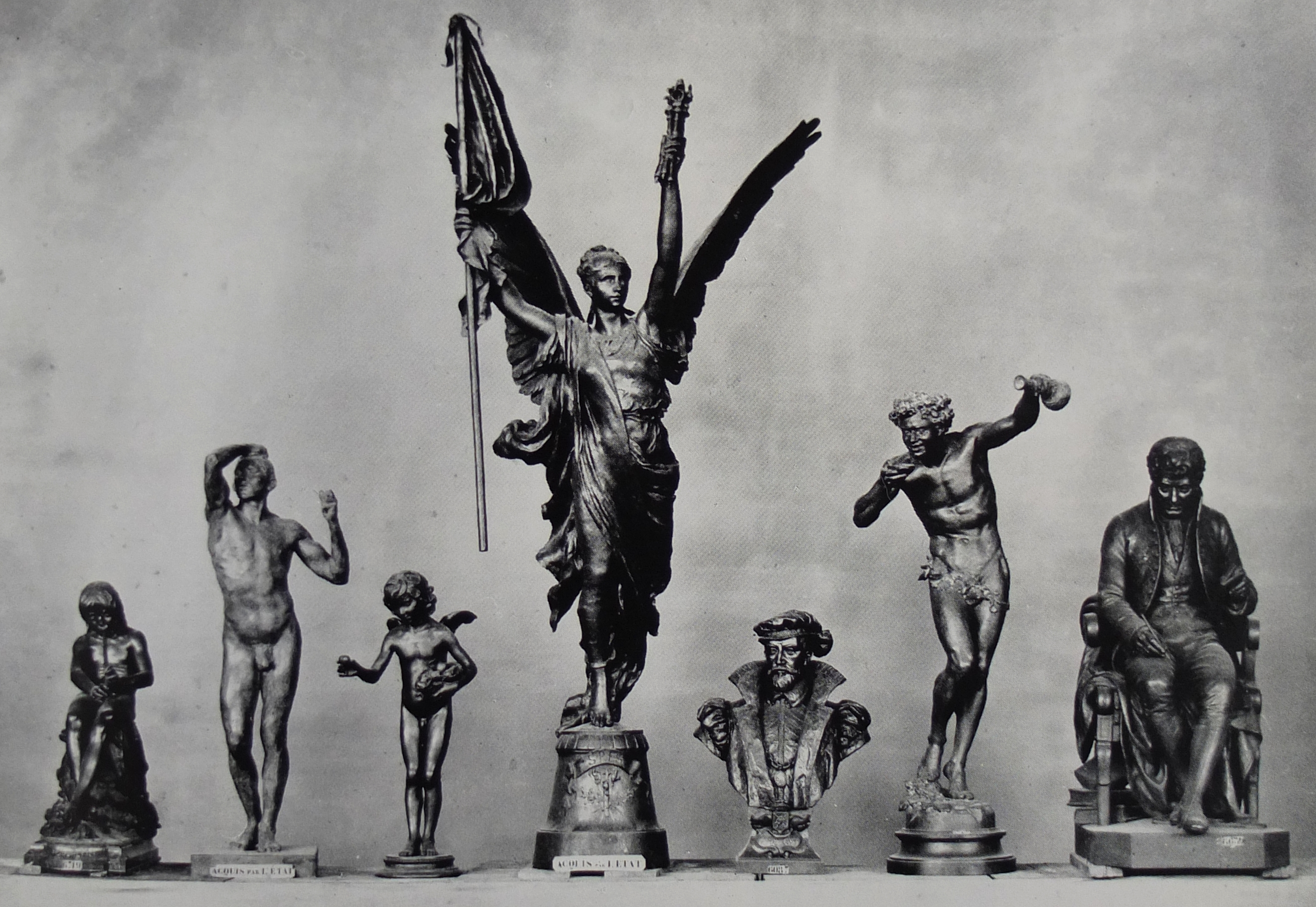
Salon de 1880 acquisitions de l'Etat